# Dildo (plaats)
Dildo is een dorp en local service district in de Canadese provincie Newfoundland en Labrador in het zuidoosten van het eiland Newfoundland. Naast visserij is ook toerisme een belangrijke inkomstenbron, vooral vanwege mensen die er halt houden vanwege de opmerkelijke naam.

## Geschiedenis
In 1990 kreeg Dildo voor het eerst beperkt lokaal bestuur doordat de plaats een local service district werd.

## Geografie
Dildo ligt in het zuidwesten van het schiereiland Bay de Verde, dat deel uitmaakt van het grote schiereiland Avalon. Het dorp ligt aan de oevers van Dildo Arm, een zuidelijke inham van Trinity Bay, op zo'n 100 km ten westen van de provinciehoofdstad St. John's. Voor de kust van het plaatsje ligt Dildo Island.
De bebouwing van Dildo loopt in het noorden over in die van het dorp New Harbour en sluit in het zuiden aan op die van het dorp Broad Cove. Zo'n 2 km ten zuiden van Dildo, voorbij Broad Cove, ligt het dorp South Dildo.

## Demografie
De designated place Dildo kent, net zoals de meeste afgelegen plaatsen op Newfoundland, de laatste jaren een dalende bevolkingsomvang. Tussen 2001 en 2021 daalde het inwoneraantal van 1.253 naar 803. Dat komt neer op een daling van 450 inwoners (-35,9%) in twintig jaar tijd.
| Demografische ontwikkeling van Dildo tussen 2001 en 2021 |
| -------------------------------------------------------- |
|                                                          |
| Bron: Statistics Canada (2001–2006, 2011, 2016–2021)     |

Dildo maakt tezamen met New Harbour en Broad Cove deel uit van een aaneengesloten bewoningskern die zo'n 1800 inwoners telt.

## Galerij

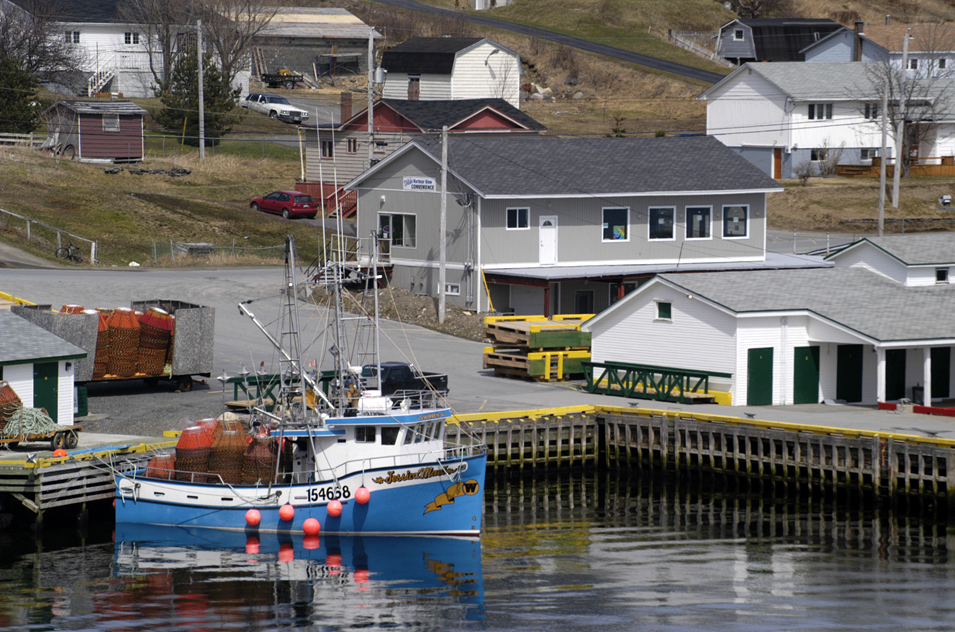
Boot in de dorpshaven
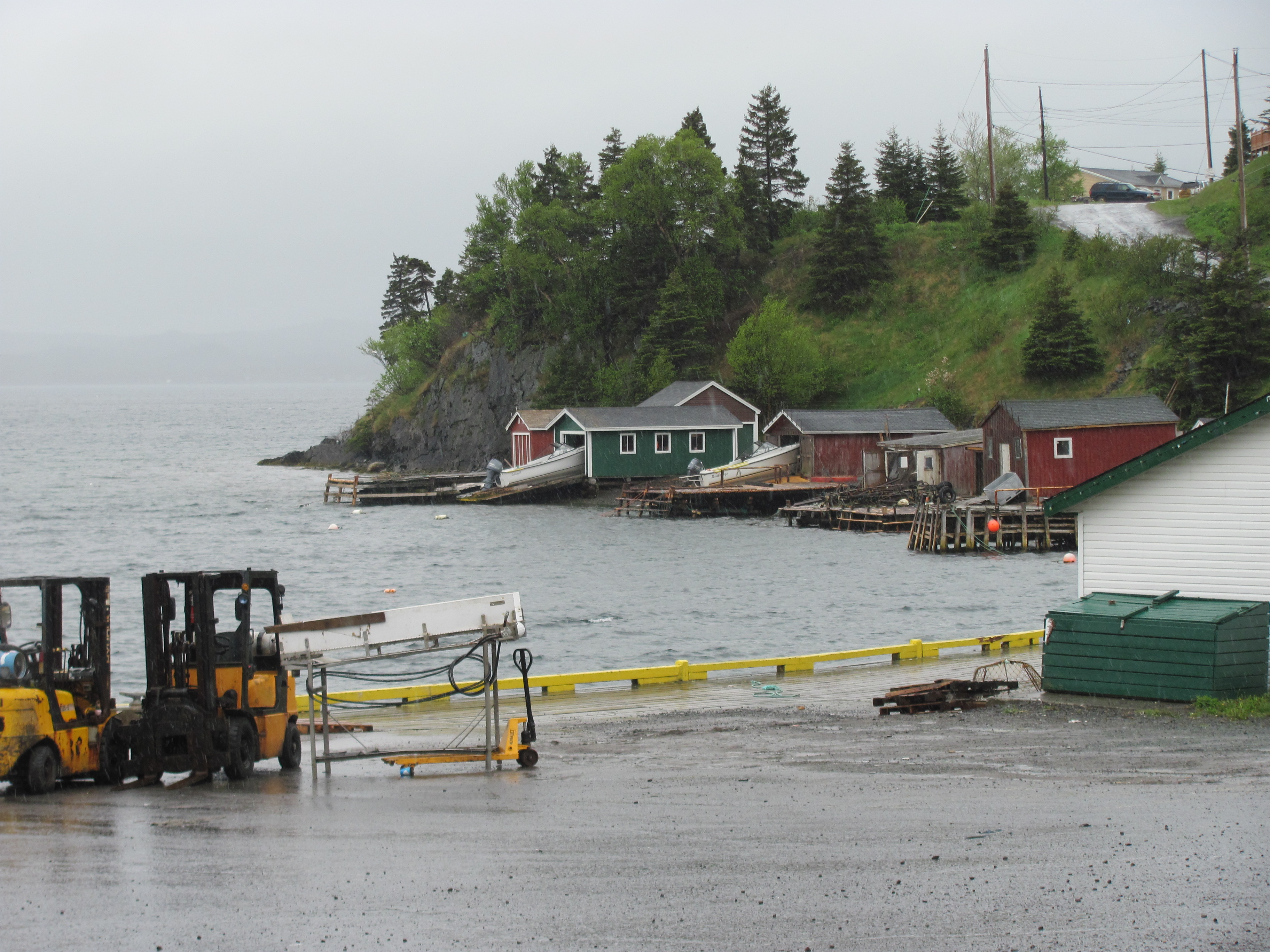
Fishing stage aan de kust
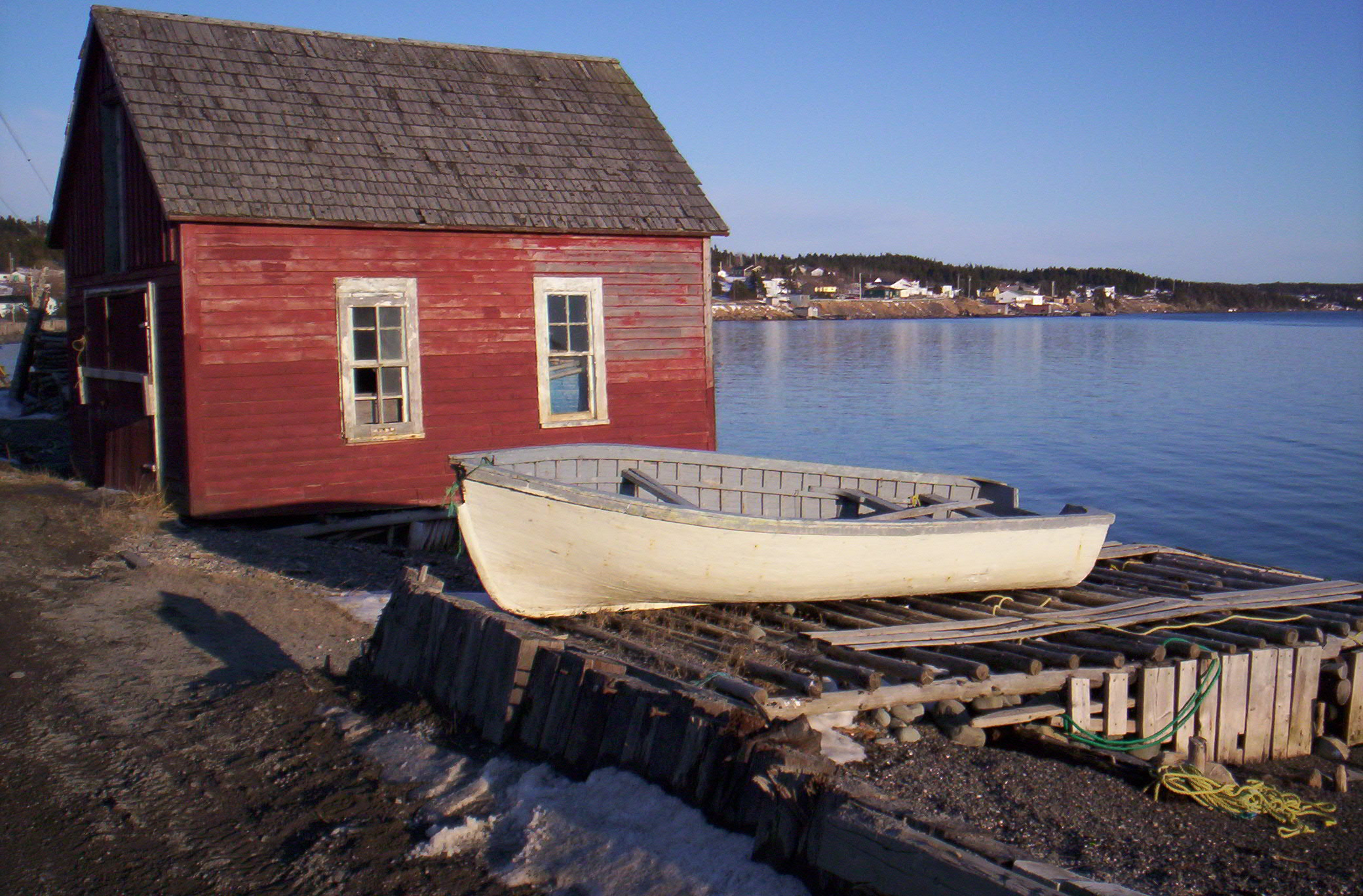
Een traditioneel houten gebouw
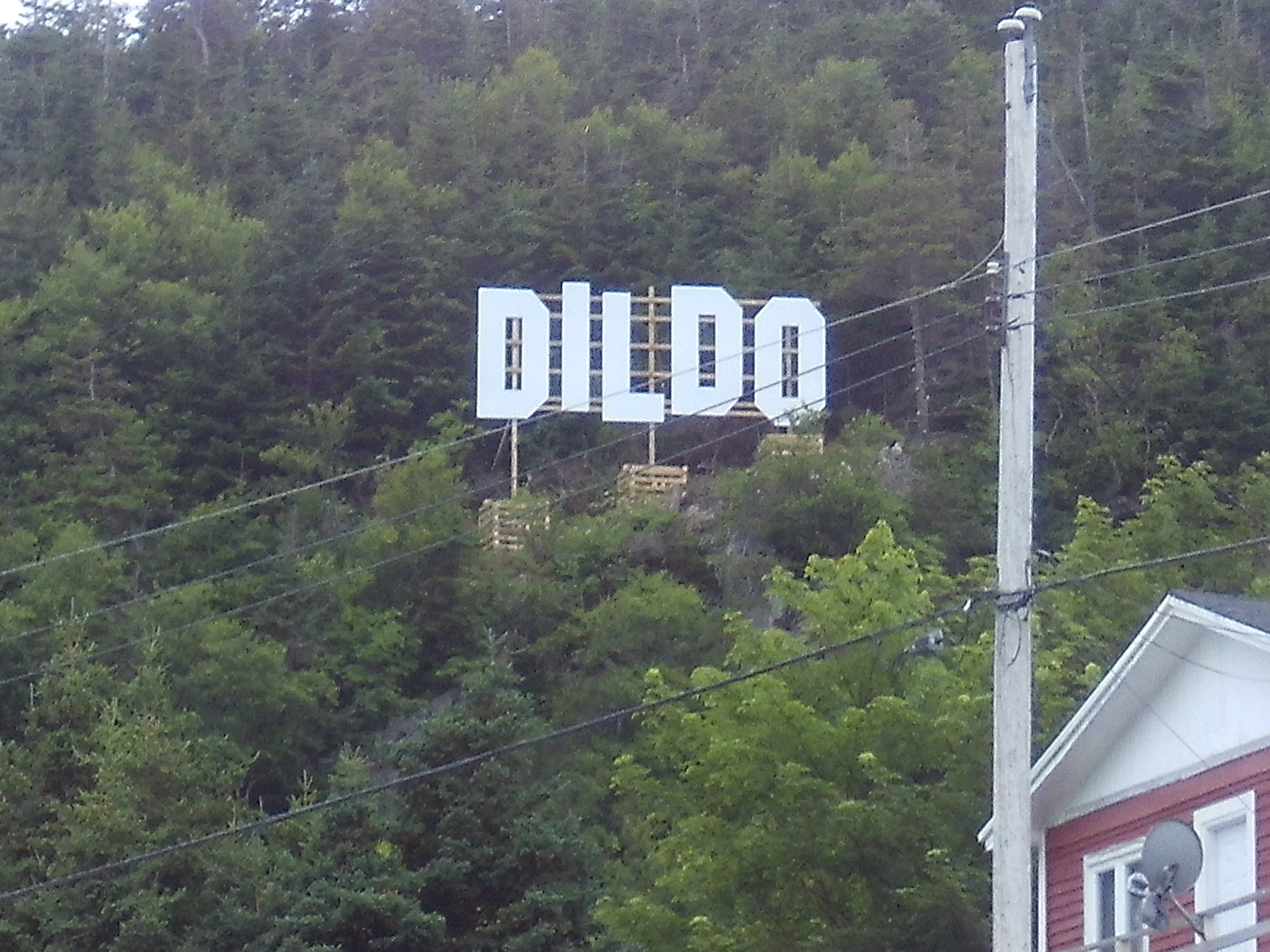
Het markante Dildo Sign, een lettermonument geïnspireerd op het Hollywood Sign
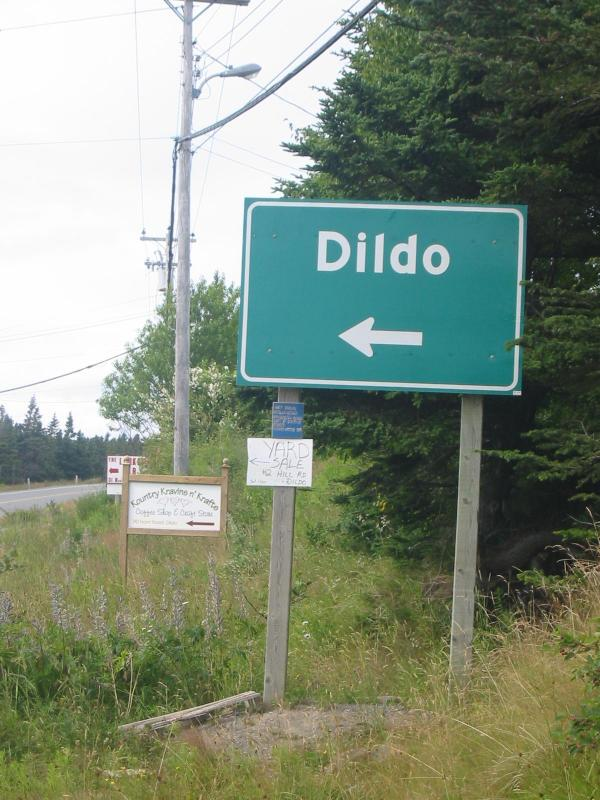
Wegwijzer naar Dildo
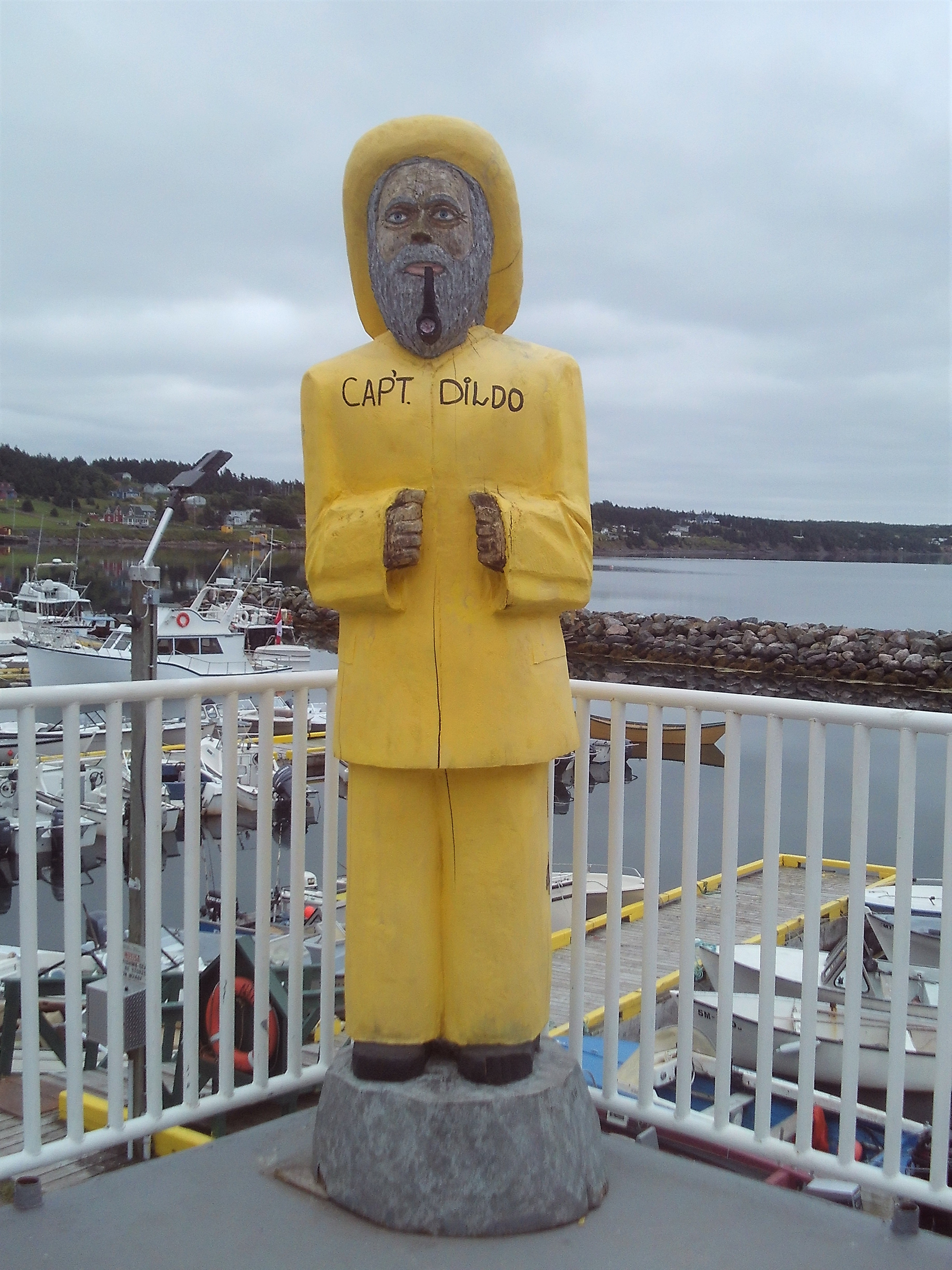
Standbeeld van "Captain Dildo"